# Phyllomedusa hypochondrialis
Phyllomedusa hypochondrialis là một loài ếch thuộc họ Nhái bén.
Loài này có ở Argentina, Bolivia, Brasil, Colombia, Guyane thuộc Pháp, Guyana, Paraguay, Suriname, và Venezuela.
Môi trường sống tự nhiên của chúng là rừng khô nhiệt đới hoặc cận nhiệt đới, rừng ẩm vùng đất thấp nhiệt đới hoặc cận nhiệt đới, vùng cây bụi ẩm khu vực nhiệt đới hoặc cận nhiệt đới, đồng cỏ nhiệt đới hoặc cận nhiệt đới vùng ngập nước hoặc lụt theo mùa, đầm nước ngọt có nước theo mùa, vùng đồng cỏ, các đồn điền, vườn nông thôn, các vùng đô thị, và rừng thoái hóa nghiêm trọng.

## Hình ảnh

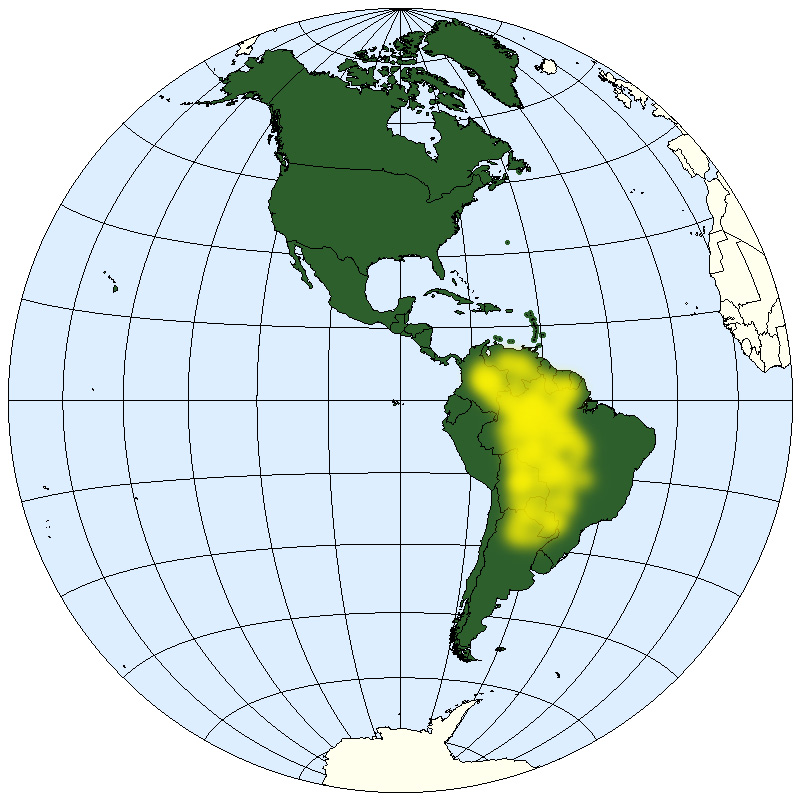